# Praskie tunele wielozadaniowe
Praskie tunele wielozadaniowe (cz. Kolektorový systém v Praze) – sieć tuneli wielozadaniowych w stolicy Czech, Pradze. Tunele budowane są od 1969 roku i na chwilę obecną ich całkowita długość wynosi około 90 km, jednak system nastawiony jest na dalszą ekspansję.

## Parametry techniczne

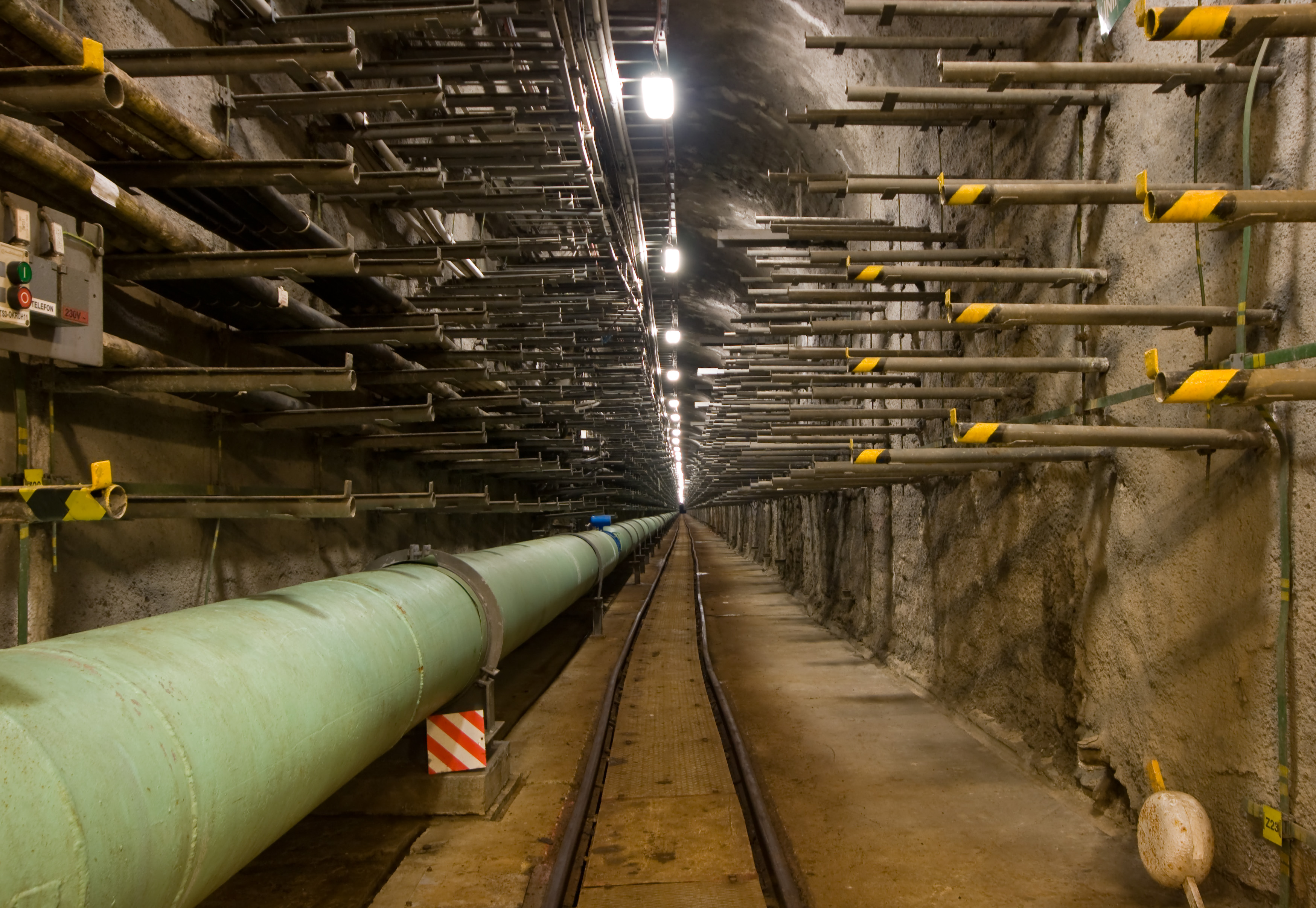
Chodnik tunelu C1 od ul. Senovážného

Tunele utworzone metodą odkrywkową mają 2,4 metra wysokości oraz 2,7 m szerokości i zbudowane są z prefabrykowanych, betonowych profili. Szerokość tuneli wykonanych metodą górniczą waha się od 1,9 m do 4,5 m, a wysokość od 2,4 m do 4,8 metra. 
Panuje w nich średnia temperatura 12–14° C.
Kanały w centrum miasta mają dwa poziomy. System podziemnych tuneli o większym przekroju rzędu 16 m² utrzymuje się na głębokości 20–30 metrów (w 1999 r. o łącznej długości 8 km), większość systemu składa się jednak z podziemnych tuneli o przekroju od 4,5 do 10 m² i utrzymuje się na głębokości 4–15 m. Maksymalna głębokość to 45 metrów. 
W układzie znajduje się około 45 000 różnych czujników, sterujących parametrami takimi jak temperatura, wilgotność lub przepływ gazu i cieczy w systemie itp.

## Kolej podziemna

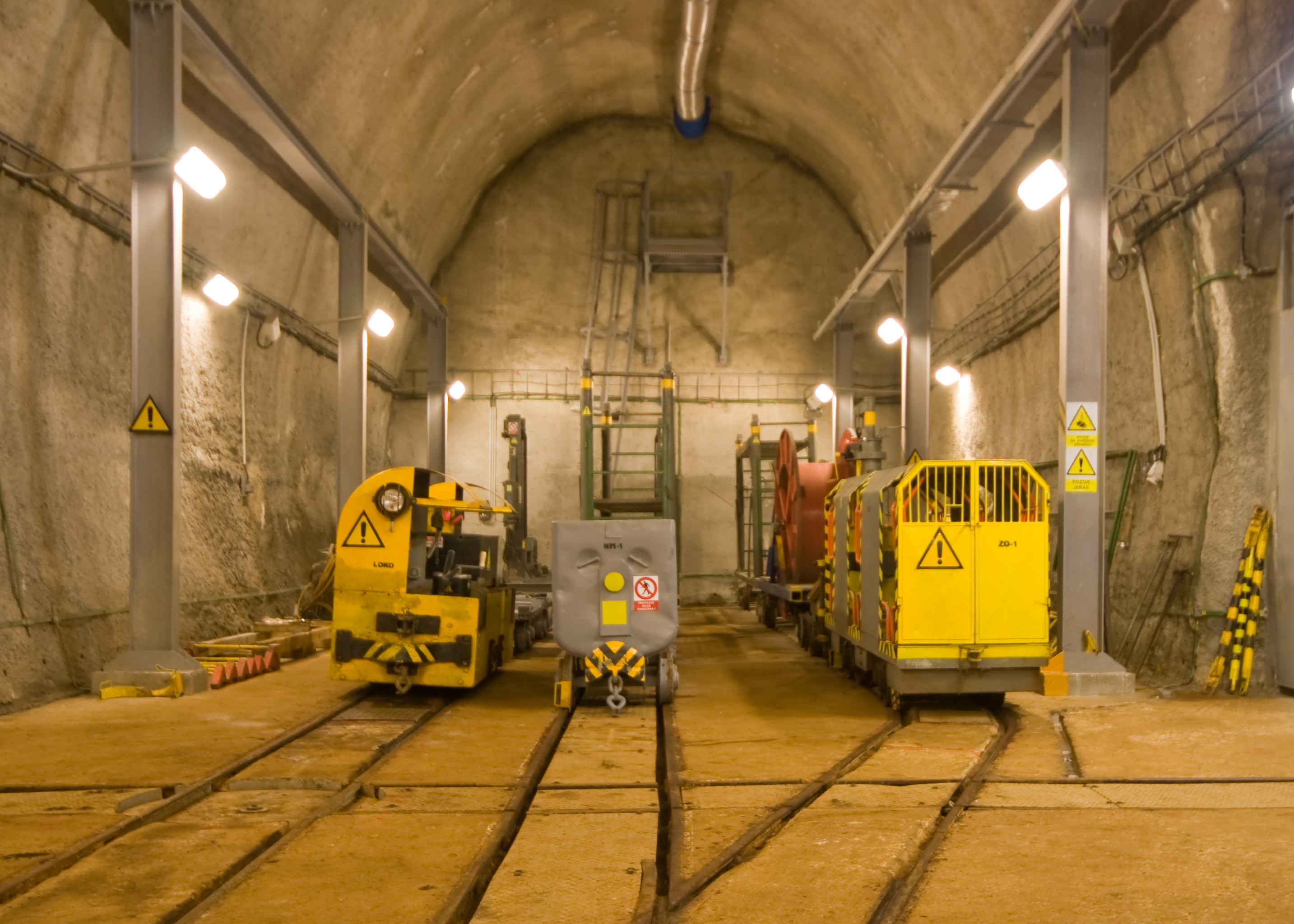
Stacja kolejki pod placem Senovážným

W tunelu Centrum 1 poprowadzona jest kolej dołowa o długości 3,163 km na jednotorowej linii do przewozu personelu i materiałów. Pociąg obsługiwany jest przez lokomotywę akumulatorową. Wagony pasażerskie przystosowane są do przewozu maksymalnie 8 osób.

## Zwiedzanie
Od jesieni 2007 operator oferuje wycieczki po tunelach w centrum miasta. Ta turystyczna atrakcja jest częścią szerszych planów udostępnienia zaplecza technicznego Pragi w ramach projektu „Praha technická”.